# Ctimene flavannulata
Ctimene flavannulata är en fjärilsart som beskrevs av W. Warren 1899. Ctimene flavannulata ingår i släktet Ctimene och familjen mätare. Inga underarter finns listade i Catalogue of Life.